# تیلاندزیا مونتانا
تیلاندزیا مونتانا (نام علمی: Tillandsia montana) نام یک گونه از تیره آناناسیان است.